# Låtarna som förändrade musiken
Låtarna som förändrade musiken är en dokumentär-TV-serie från UR om hur sånger skapats och deras påverkan på populärmusiken. Olika platser runtom i världen besöks. Till serien hör en topplista över populärmusikens 100 mest betydelsefulla enskilda låtar. Låtarna är rangordnade efter betydelse och utvalda för att de antingen startat en ny musikstil, förändrat sättet man producerar musik på, hur man skriver låtar eller hur hanterar ett instrument.

## Orterna och låtarna
- 7 februari 2012: New York
  - Gloria Gaynor - Never Can Say Goodbye
  - Ramones - Blitzkrieg Bop
  - The Sugarhill Gang - Rapper's Delight

- 14 februari 2012: Norra Storbritannien
  - Black Sabbath - Paranoid
  - Gerry and the Pacemakers - How Do You Do It?
  - Orange Juice - Falling And Laughing

- 21 februari 2012: Los Angeles
  - The Byrds - Mr. Tambourine Man
  - The Mamas & the Papas - California Dreamin'
  - The Ronettes - Be My Baby

- 28 februari 2012: Berlin/Tyskland
  - Einstürzende Neubauten - Tanz debil
  - Faust - Krautrock
  - Boney M - Daddy Cool

- 6 mars 2012: Detroit
  - Martha and the Vandellas - (Love Is Like a) Heat Wave
  - James Brown - Funky Drummer
  - Model 500 - No UFO:s

- 13 mars 2012: Sverige
  - Abba - Ring Ring
  - Entombed - Left Hand Path
  - Backstreet Boys - I Want It That Way (låtskrivarna Andreas Carlsson och Max Martin)

- 20 mars 2012: San Francisco och Seattle
  - Grateful Dead - Viola Lee Blues
  - Faith No More - Epic
  - Mudhoney - Touch Me I'm Sick

- 27 mars 2012: London
  - Tubeway Army - Are "Friends" Electric?
  - Kinks - You Really Got Me
  - Jethro Tull - Living In The Past

## 100 låtar som förändrade musiken
TV-serien rangordnar de 100 låtar som varit viktigast för musikutvecklingen under 1900-talet. Nedan följer de tio låtarna som placerade sig högst på listan. Hela listan och alla motiveringar till urvalet finns på seriens hemsida.
1. The Kinks – You Really Got Me (1964)
2. The Beatles – A Day in the Life (1967)
3. The Sugarhill Gang – Rapper's Delight (1979)
4. The Beatles – She Loves You (1963)
5. Black Sabbath – Paranoid (1970)
6. Bob Dylan – Subterranean Homesick Blues (1965)
7. Ramones – Blitzkrieg Bop (1976)
8. The Byrds – Mr. Tambourine Man (1965)
9. Tubeway Army – Are "Friends" Electric? (1979)
10. The Ronettes – Be My Baby (1963)

## "Som förändrade"-konceptet
Låtarna som förändrade musiken är den första upplagan i ordningen av URs ”Som förändrade”-serie om kulturhistoria. De övriga upplagorna i serien är: Bilderna som förändrade vetenskapen (2013), Programmen som förändrade TV (2014), Scenerna som förändrade filmen (2016), Ögonblicken som förändrade sporten, Byggnaderna som förändrade staden (2019) samt Händelserna som förändrade klimatet (2024).